# Gemma Mengual
Gemma Mengual Civil (* 12. April 1977 in Barcelona) ist eine ehemalige spanische Synchronschwimmerin.

## Erfolge
Gemma Mengual gewann 2000 bei den Europameisterschaften in Helsinki ihre ersten internationalen Medaillen, als sie im Solo und im Duett mit Paola Tirados jeweils den dritten Platz belegte. Im selben Jahr gab sie in Sydney ihr Olympiadebüt. Mit Paolo Tirados startete sie im Duett und erreichte mit ihr sowohl in der Qualifikation als auch im Finale den achten Platz. Bei den Europameisterschaften 2002 in Berlin gewann Mengual im Solo erneut Bronze, während sie im Duett mit Tirados und auch mit der Mannschaft Zweite wurde. Ein Jahr darauf wurde sie mit der Mannschaft in der Kombination der Weltmeisterschaften in Barcelona ebenfalls Zweite. Im Solo und im Duett mit Tirados belegte sie Platz drei. 2004 wurde sie in Madrid erstmals Europameisterin dank eines ersten Platzes in der Kombination. Darüber hinaus belegte sie Rang zwei im Duett mit Tirados und Rang drei im Solo. Bei ihrer zweiten Olympiateilnahme 2004 in Athen gehörte Mengual unter anderem zum spanischen Kader in der Mannschaftskonkurrenz. Mit 96,751 Punkten verpassten die Spanierinnen als Vierte hinter Russland, Japan und den Vereinigten Staaten knapp einen Medaillengewinn. Im Duett ging sie einmal mehr mit Paolo Tirados an den Start und kam auch in diesem Wettkampf nicht über den vierten Platz hinaus.
Die Weltmeisterschaften 2005 in Montreal schloss Mengual im Solo, in der Kombination und mit der Mannschaft jeweils auf dem Bronzerang ab. Im Duett belegte sie mit Paolo Tirados Platz zwei. Bei den Europameisterschaften 2006 in Budapest erreichte sie wiederum im Solo, im Duett mit Tirados und in der Kombination den Silberrang. 2007 gewann sie in Melbourne bei den Weltmeisterschaften im freien Programm des Mannschaftswettbewerbs Silber sowie im technischen Programm Bronze. In den beiden Duett-Wettkämpfen sicherte sie sich mit Paola Tirados jeweils ebenso Silber wie im technischen Programm des Solo-Wettkampfes. Im freien Programm des Solos wurde sie Dritte. Sehr erfolgreich verliefen die Europameisterschaften 2008 in Eindhoven für Mengual: sowohl im Solo als auch im Duett im Andrea Fuentes, in der Kombination und im Mannschaftswettbewerb gelang ihr jeweils der Titelgewinn. Bei den Olympischen Spielen 2008 in Peking trat sie erneut in zwei Wettbewerben an. Im Duett belegte sie mit Andrea Fuentes in der Vorrunde und auch im Finale den zweiten Platz hinter den siegreichen Russinnen Anastassija Dawydowa und Anastassija Jermakowa und vor den Japanerinnen Saho Harada und Emiko Suzuki und gewann so die Silbermedaille. Im technischen und im freien Programm des Mannschaftswettbewerbs erzielten die Spanierinnen ebenfalls das zweitbeste Resultat hinter den späteren Olympiasiegerinnen aus Russland. Vor der drittplatzierten chinesischen Mannschaft gewann Mengual somit gemeinsam mit Alba María Cabello, Raquel Corral, Thaïs Henríquez, Laura López, Andrea Fuentes, Irina Rodríguez und Paola Tirados eine weitere Silbermedaille.
Bei den Weltmeisterschaften 2009 in Rom gewann Mengual insgesamt sechs Medaillen. Mit Andrea Fuentes wurde sie im technischen und im freien Programm des Duetts jeweils ebenso Zweite, wie im technischen und im freien Programm des Solowettbewerbs sowie im freien Programm des Mannschaftswettbewerbs. In der Kombination gewannen die Spanierinnen um Mengual die Goldmedaille. Nachdem Mengual im Anschluss nur noch vereinzelt international antrat, verkündete sie 2012 ihren Rücktritt vom aktiven Leistungssport und betätigte sich fortan als Trainerin im Synchronschwimmsport. Den Rücktritt unterbrach sie jedoch anlässlich der Weltmeisterschaften 2015 in Kasan, die sie ohne Medaillengewinn beendete, und nahm im Jahr darauf auch an den Olympischen Spielen in Rio de Janeiro im Duett teil. Mit Ona Carbonell erzielte sie in der Qualifikation noch das fünftbeste Resultat, ehe sich die beiden im Finale auf Rang vier verbesserten. Die Spiele waren schließlich Menguals letzter internationaler Wettkampf.
2005 wurde Mengual zur spanischen Sportlerin des Jahres gewählt.